# Schwarcz Oszkár
Schwarcz Oszkár (Rákospalota, 1923. április 26. – 2005. október 31.) magyar zenész, ütőhangszeres, zenepedagógus.

## Életpályája
1938–1945 között a budapesti Liszt Ferenc Zeneművészeti Főiskola hallgatójaként hegedű és ütőhangszer szakán tanult; itt Waldbauer Imre, Országh Tivadar és Roubal Rezső oktatták. 1943–1949 között a Magyar Rádió Zenekarának tagja volt. 1945–1984 között a Magyar Állami Operaház Zenekarának tagja volt. 1949–2001 között a budapesti Bartók Béla Zeneművészeti Szakközépiskola tanára volt. 1968-tól a Liszt Ferenc Zeneművészeti Főiskola Zenetanárképző Intézete Budapesti Tagozatának tanára volt. 1998-ban, Japánban ütőhangszeres mesterkurzust tartott.

## Díjai
- Szocialista Kultúráért (1974, 1984)
- A Magyar Köztársasági Érdemrend kiskeresztje (1998)[3]
- Dohnányi Ernő-emlékplakett